# Pierre-Sylvain Valentin
Pierre-Sylvain Valentin MEP (chiń. 華朗庭; ur. 11 grudnia 1880 w Usson-en-Forez, zm. 7 stycznia 1962 w Montbeton) – francuski duchowny rzymskokatolicki, misjonarz, wikariusz apostolski Dajianlu i biskup Kangdingu, ofiara prześladowań komunistycznych.

## Biografia

### Młodość i prezbiteriat
Pochodził z rodziny wiejskiej. Po zdaniu matury w 1898 wstąpił do Wyższego Seminarium Duchownego w Lyonie. W 1900 przeniósł się do seminarium Towarzystwa Misji Zagranicznych w Paryżu. 27 lutego 1904 otrzymał święcenia diakonatu, a 26 czerwca 1904 prezbiteriatu i został kapłanem swojego zgromadzenia.
3 sierpnia 1904 wyjechał na misje do Chin, gdzie został przydzielony do wikariatu apostolskiego Tybetu, w którym pracował duszpastersko w kolejnych dziesięcioleciach. Po nauczeniu się języka chińskiego, w 1906 został prokuratorem misji i wykładowcą w seminarium. W 1911 przez kilka miesięcy wraz z uczniami pracował na prowincji przy obróbce i transporcie drewna na budowę katedry w Dajianlu. Wybudował nowe budynki dla franciszkanów i seminarium.
W 1913 został proboszczem w Yerkalo, w tybetańskim Qamdo oraz II prowikariuszem odpowiedzialnym za południowo-zachodnią część wikariatu, położoną przy granicy z Junnanem. Tam podjął się nauki języka tybetańskiego. Misja ta była trudna, ze względu na nękanie przez buddyjskich lamów i bandytów oraz pojawiające się w rejonie choroby i głód. W 1920 był bliski śmierci po zarażeniu się tyfusem.
Od września 1920 do lipca 1921 z polecenia wikariusza apostolskiego Pierra Giraudeau wizytował misjonarzy na odległych placówkach południowego Tybetu oraz w indyjskim Sikkimie, który podlegał wówczas ordynariuszowi z Dajianlu. Następnie powrócił do Dajianlu, gdzie został prowikariuszem, prokuratorem misji i przełożonym seminarium.

### Episkopat
11 listopada 1926 papież Pius XI mianował go koadiutorem wikariusza apostolskiego Dajianlu oraz 16 listopada 1926 biskupem tytularnym zeugmańskim. Bulla nominacyjna dotarła 6 czerwca 1927. 7 sierpnia 1927 w katedrze Dajianlu przyjął sakrę biskupią z rąk wikariusza apostolskiego Chengdu Jacquesa-Victora-Mariusa Rouchouse MEP. Współkonsekratorem był koadiutor wikariusza apostolskiego Suifu Louis-Nestor Renault MEP.
Z powodu zaawansowanego wieku wikariusza apostolskiego bpa Giraudeau, bp Valentin przejął większość obowiązków ordynariusza. W 1927 pobliżu Dajianlu założył wioskę z kościołem pw. św. Teresy, z którego uczynił ośrodek pielgrzymkowy. W 1931 utworzył kolonię dla trędowatych oraz sprowadził do niej franciszkanki-pielęgniarki. W 1933 w Weisi założono seminarium dla tybetańskich studentów. 
9 sierpnia 1936 bp Giraudeau otrzymał telegram z informacją o przyjęciu przez papieża jego rezygnacji. Tym samym bp Valentin został wikariuszem apostolskim Dajianlu. 11 kwietnia 1946 w wyniku reformy administracyjnej Kościoła w Chinach jego tytuł zmienił się na biskup Kangdingu. W 1948 od francuskiego rządu otrzymał Legię Honorową.
Tereny podległego mu wikariatu w latach 30. doświadczyły głodu oraz plądrowania ludności przez komunistów i bandy rabunkowe. Zamordowanych zostało wówczas dwóch misjonarzy. Sytuacja uległa poprawie w latach 40. Stosunki z rządem Tybetu układały się różnie - w 1937 rząd lamajski nakazał zwrócić mienie zrabowane chrześcijanom, później zdarzały się wydalania misjonarzy.

### Więzienie
12 grudnia 1949 Kangding znalazł się pod władzą komunistów. 3 października 1950 bp Valentin został oskarżony o zorganizowanie pielgrzymki diecezjalnej bez zgody władz. Rankiem w Boże Narodzenie 1950 został aresztowany. Na posterunku został pobity oraz podsunięto mu do podpisu przyznanie się do winy, które parafował po wykreśleniu odniesień do osób trzecich, przyznając się jedynie do własnych win.
Ponownie aresztowany 8 kwietnia 1951. Najpierw został zamknięty w kaplicy biskupiej, a 17 kwietnia przeniesiono go do więzienia, gdzie komunistyczni funkcjonariusze znęcali się nad 71-letnim hierarchą. 28 kwietnia 1951 w katedrze w Kangdingu stanął przed trybunałem ludowym. Karę odbywał najpierw w zarobaczonej celi, następnie w ciasnej izolatce, nie mając kontaktu z nikim z zewnątrz. Był hospitalizowany. Gdy w październiku 1952 będąc u kresu sił zemdlał, komuniści obawiając się śmierci francuskiego obywatela w więzieniu, podjęli decyzję o jego wydaleniu. 1 listopada 1952 na noszach opuścił więzienie i 17 listopada przybył do Hongkongu, gdzie natychmiast trafił do szpitala. 12 grudnia tr. samolotem przybył do Francji, gdzie do 1956 leczył się po uwięzieniu.
Emeryturę spędził w Montbeton, gdzie 7 stycznia 1962 zmarł. Do końca życia de iure pozostawał biskupem Kangdingu, od czasu aresztowania nie mając już jednak realnej władzy w diecezji.